# Søgade (Kolding)
Søgade i Kolding går langs Slotssøen på modsatte side af Koldinghus. Gaden har haft navnet siden 1903, før det blev den kaldt Bag Søen. Bag Søen var i 1880'erne betegnelsen på de to linjer, der i dag udgøres af Søgade og Frydsvej.
I gaden er byggeriet forskelligartet og af forskellig alder for husene, der er f.eks. et nyt boligbyggeri fra 2008 i Søgade, der hvor Børnehaven Søgade lå før. Gaden er smal, så parkering delvist på fortovet er tilladt. Der er gennemkørsel forbudt. Lige numre i gaden vender mod Slotssøen. Søgade støder op til Hospitalsgade i den ene ende og Slotssøvejen i den anden.
Engroshandleren Christian Eff, der var britisk vicekonsul 1907-1951, flyttede til Kolding 1906 og byggede Villa HEVEA (navnet var sammensat af forbogstaverne på hans fem børn), beliggende Søgade 10. Mod slutningen af 2. verdenskrig flyttede den berygtede terrorgruppe "Petergruppen", der under besættelsen myrdede mange uskyldige danskere som hævn for modstand mod den tyske besættelsesmagt, ind i porthuset til villaen Søgade 10, der lå ved siden af Staldgården, Gestapos hovedkvarter i byen. En af gruppens første aktioner var at myrde sognepræsten i Vedersø, Kaj Munk, natten mellem 4. og 5. januar 1944.
Håndboldspillerne Louise Spellerberg og Bo Spellerberg boede i et hus i Søgade i Kolding fra 2007 til de blev skilt i 2013.
Ejerne af huset i Søgade 31 fandt en gammel middelaldersten fra muren i deres hus, der menes at stamme fra murene på kongeslottet Koldinghus. Fundet af stenen tyder på, at huset er bygget tidligt i 1800-tallet, efter Koldinghus slottet brændte ned i 1808, og lokale tog sten fra muren omkring slottet og byggede fundamentet til deres huse med stenene.

## Børnehaven Søgade
I gaden lå Børnehaven Søgade. Oprindelig var institutionen kaldt Kolding Børneasyl, det blev i 1867 oprettet af Understøttelsesforeningen af 1866. Børneasylet lå i Markdanersgade, hvor der i dag er græsplæne op imod Koldinghus. I 1968 flyttede børnehaven til Søgade 15. Børnehaven havde 3 stuer indtil 1965. Efter at den flyttede til Søgade fik børnehaven 5 stuer, som har havt følgende navne: Radiserne, Krummerne, Spirerne, Rødderne og Larverne. Børnehaven lukkede i 2003.